# Metropolia Dijon
Metropolia Dijon – metropolia Kościoła rzymskokatolickiego we wschodniej części Francji. Składa się z dwóch archidiecezji, dwóch diecezji i jednej prałatury terytorialnej. Została utworzona podczas ostatniej reformy administracyjnej Kościoła francuskiego, która weszła w życie 16 grudnia 2002 roku. Od 21 marca 2004 urząd metropolity sprawuje abp Roland Minnerath. 
W skład metropolii wchodzą:
- archidiecezja Dijon
- archidiecezja Sens
- diecezja Autun
- diecezja Nevers
- prałatura terytorialna Mission de France o Pontigny